# Ryu, el joven primitivo
Ryū, el joven primitivo (原始少年リュウ Genshi shōnen Ryū) es un manga de Shōtarō Ishinomori, publicado entre 1969 y 1970. En 1971 el manga fue adaptado a una serie de anime de 22 episodios, producidos por Toei Animation, en la que todos los elementos de ciencia ficción distintivos de la obra fueron eliminados.

## Argumento
La historia se sitúa en un momento indeterminado de la prehistoria, en el que los humanos conviven con los dinosaurios. En una tribu nace un niño de piel blanca, Ryū. Debido a que es diferente al resto de la tribu por su color de piel, es discriminado y abandonado para que Tyranno, un terrible tiranosaurio, lo devore. Afortunadamente, una mona llamada Kitty lo encuentra y cría al bebé como si fuera su propio hijo. Años después, Ryū, ya adulto, es descubierto por su tribu, que se propone matarle, pero justo entonces aparece Tyranno, que mata a toda la tribu y a Kitty. Justo antes de morir, el jefe de la tribu le confiesa a Ryū que obligaron a su madre a abandonarle años atrás. Con el objetivo de vengar a Kitty y reencontrarse con su verdadera madre, Ryū emprenderá un difícil y largo viaje, al que se unirá Ran, una muchacha que, a su vez, está buscando a su hermano Don, del que la separaron a una temprana edad.

## Anime

### Lista de episodios
| Número del episodio | Título del episodio                                   | Fecha de transmisión    |
| ------------------- | ----------------------------------------------------- | ----------------------- |
| 1                   | La ley primitiva 原始の掟                             | 30 de octubre de 1971   |
| 2                   | El terror de Tyranno チラノの恐怖                     | 6 de noviembre de 1971  |
| 3                   | La venganza de Taka タカの復讐                        | 13 de noviembre de 1971 |
| 4                   | Persecución llena de heridas 傷だらけの追跡           | 20 de noviembre de 1971 |
| 5                   | La conspiración de la tribu Yamaneko ヤマネコ族の陰謀 | 27 de noviembre de 1971 |
| 6                   | Lucha por los terrenos de caza 狩場争い               | 4 de diciembre de 1971  |
| 7                   | Un héroe manchado de sangre 血みどろの勇者            | 11 de diciembre de 1971 |
| 8                   | Encuentro destinado 運命の出会い                      | 18 de diciembre de 1971 |
| 9                   | Piedra maléfica 悪魔の石                              | 25 de diciembre de 1971 |
| 10                  | Gigante en las ventiscas 吹雪の中の巨人               | 1 de enero de 1972      |
| 11                  | La ira del dios de la montaña 神の山の怒り            | 8 de enero de 1972      |
| 12                  | Formación de malentendidos 愛情ある特訓               | 15 de enero de 1972     |
| 13                  | Trampa de fuego 火の罠                                | 22 de enero de 1972     |
| 14                  | Tumba de héroes 勇者の墓                              | 29 de enero de 1972     |
| 15                  | Paraíso en los mares del sur 狂った孤島               | 5 de febrero de 1972    |
| 16                  | Bestia humana 人間野獣                                | 12 de febrero de 1972   |
| 17                  | Desesperado grito en los acantilados 断崖の絶叫       | 19 de febrero de 1972   |
| 18                  | El mamut incontrolable 巨象の暴走                     | 26 de febrero de 1972   |
| 19                  | El lobo que aúlla 吠えろ狼                            | 4 de marzo de 1972      |
| 20                  | Caza de esclavo 奴隷狩                                | 11 de marzo de 1972     |
| 21                  | Colmillos humanos 人間の牙                            | 18 de marzo de 1972     |
| 22                  | Hacia el mañana 明日に向かって                        | 25 de marzo de 1972     |

### Temas de apertura y cierre
- Tema de  apertura:

Genshi Shonen Ryuu ga iku cantada por Ichiro Mizuki
- Tema de cierre

Ran no Uta cantada por Mitsuko Horie

### Reparto
- Ryū: Makio Inoue
- Ran: Michiko Hirai
- Don: Yoshiko Ota
- Taka: Ichiro Murakoshi
- Kiba: Isao Norita
- Esta, madre de Ryū: Reiko Seno

- Datos: Q3943166